# 소니 DSLR-A550
소니 알파 DSLR-A550(영어: Sony Alpha DSLR-A550)는 2009년 9월에 발표된 소니의 디지털 SLR이다. 센서를 움직이는 손떨림 방지 기능을 가지고 있다. 소니만의 특화된 퀵라이브뷰를 탑재하여 라이브뷰 사용시에도 빠르고 쾌적한 위상차 검출 자동 초점이 가능하다. 과거 소니 DSLR 제품들의 단점으로 지적되던 고감도 노이즈 문제를 획기적으로 개선하였으며 초당 7연사, 얼굴인식, 스마일셔터 그리고 명암차가 큰 악조건 속에서도 최적의 결과물을 낼 수 있는 HDR, DRO 기능 등을 탑재, 가격에 비하여 뛰어난 성능을 무기로 출시되었다. 경쟁 모델로는 캐논 EOS 500D와, 니콘의 D90 등이 있다.

## 같이 보기
- 미놀타 AF 카메라 시스템